# Calponina

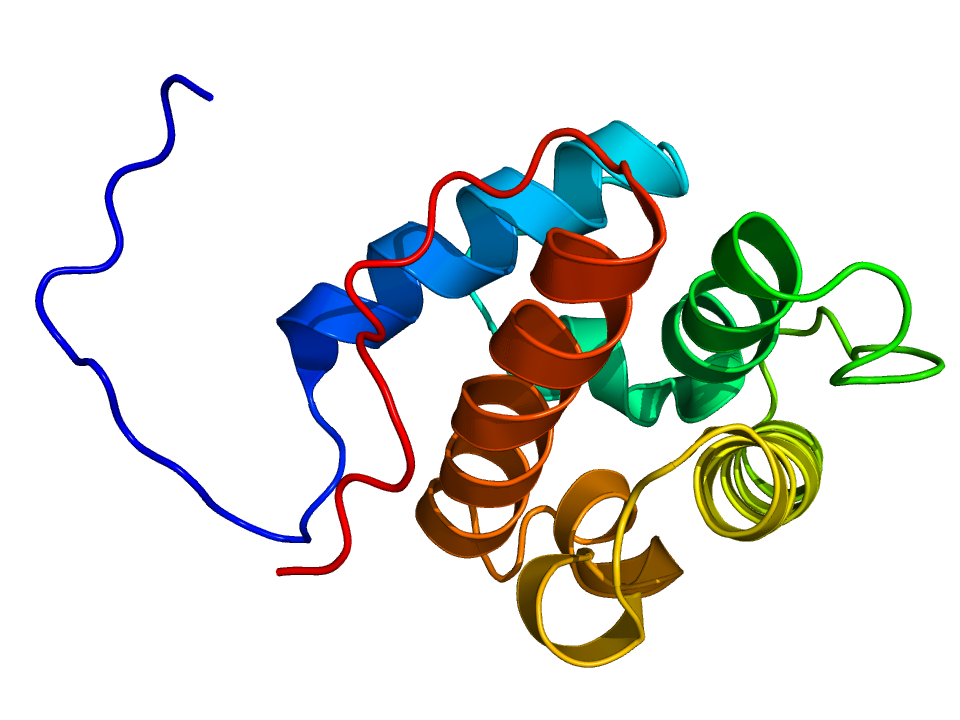
CH de la calponina.

La calponina es una proteína de unión a Ca2+ que se puede encontrar en los miocitos del músculo liso. Su función es limitar y regular la contracción de los miofilamentos de actina F, así como su interacción con miosina II. Suple la función de las troponinas, pues esta variedad de músculo no las presenta. La calponina lleva a cabo su función mediante la inactivación de la actividad ATPasa de la miosina II, función que llevaba a cabo la troponina I en el sarcómero. Su función se inhibe mediante su fosforilación por una quinasa no dependiente de Ca2+. Existen tres variedades de calponina dependiendo del músculo en que se encuentre.

## Estructura y función
En general, la calponina presenta una estructura en hélices α unidas por puentes de hidrógeno. Presenta tres dominios: Dominio Homólogo de Calponina (CH), dominio regulador (RD) y Click-23. La Actina G y la calmodulina activada se unen a la calponina por su dominio CH; mientras que la filamina se une por su dominio RD. Se cree que la calponina afecta negativamente a la generación del hueso, al expresarse en demasía en osteoblastos.